# ミレニアムバイオ
ミレニアムバイオ（欧字名:Millennium Bio、1998年2月6日 - ）は、日本の競走馬、日本およびフランスの種牡馬。主な勝ち鞍に2002年のマイラーズカップ、2003年の北九州記念、富士ステークス。
半兄に、1999年の兵庫ジュニアグランプリを制したアドマイヤタッチがいる。

## 競走馬時代
中央競馬で競走生活を送る。2000年、デビュー戦では、のちに重賞馬となるローズバドやダービーレグノらを相手に単勝1.9倍の1番人気の支持に応え初勝利を挙げる。次走の白菊賞（500万下）こそ9着となるも、続く3歳500万下のレースでは、ビリーヴらを相手に勝利した。
2001年、初の重賞挑戦となったスプリングステークスでは3着となり、皐月賞に挑戦するも17着という結果に終わり、続く京都新聞杯も12着と惨敗の結果に終わった。その後休養し、12月に出走した3歳上1000万下のレースでは、ツルマルボーイらを相手に見事レースで勝利した。
2002年、格上挑戦で京都金杯に出走し3着となり、斑鳩ステークス（1600万下）では、テイエムサンデーらを相手に勝利しオープン馬となった。中山記念こそ4着となるも、東風ステークスでは、ザカリヤ、シルクプリマドンナらを相手に勝利し、続くマイラーズカップでは、イーグルカフェ、ダイタクリーヴァらを相手にレコードで勝利し重賞初勝利を挙げた。 そして安田記念では4番人気で3着となったが、レース後に右前浅屈腱炎を発症させて療養することになった。
2003年、屈腱炎が完治し、復帰戦となった都大路ステークスでは1番人気に支持されるも4着、安田記念では5番人気で11着と大敗してしまうが、北九州記念では、単勝1.4倍の1番人気に支持に応え重賞2勝目を挙げた。その後の京成杯オータムハンデキャップこそ5着となるも、富士ステークスでは再びレコードで勝利し重賞3勝目を挙げた。そしてマイルチャンピオンシップで5着となったが、レース後に右前浅屈腱炎を再発させ放牧に出されたものの2004年1月21日付で競走馬登録を抹消されて引退となった。

## 競走成績
以下の内容は、netkeiba.comおよびJBISサーチに基づく。
| 年月日     | 競馬場 | 競走名        | 格   | 頭数 | 枠番 | 馬番 | オッズ （人気） | オッズ （人気） | 着順 | 騎手     | 斤量 （kg） | 距離（馬場）  | タイム （上り3F） | タイム 差 | 勝ち馬/（2着馬）       |
| ---------- | ------ | ------------- | ---- | ---- | ---- | ---- | --------------- | --------------- | ---- | -------- | ----------- | ------------- | ----------------- | --------- | ---------------------- |
| 2000.11.04 | 京都   | 3歳新馬       |      | 16   | 1    | 2    | 01.9            | 0（1人）        | 01着 | 四位洋文 | 54          | 芝1600m（良） | 1:35.7 (34.8)     | -0.2      | （ポイントフラッグ）   |
| 0000.11.19 | 京都   | 白菊賞        | 500  | 12   | 8    | 9    | 03.7            | 0（2人）        | 09着 | 四位洋文 | 54          | 芝1600m（良） | 1:36.0 (36.8)     | -1.1      | タイムトゥチェンジ     |
| 0000.12.10 | 阪神   | 3歳500万下    |      | 12   | 8    | 12   | 08.6            | 0（5人）        | 01着 | 松永幹夫 | 54          | 芝1600m（良） | 1:35.9 (35.9)     | -0.2      | （ラガーサンライト）   |
| 2001.03.18 | 中山   | スプリングS   | GII  | 16   | 5    | 9    | 14.3            | 0（3人）        | 03着 | 武豊     | 56          | 芝1800m（良） | 1:50.2 (35.4)     | -0.1      | アグネスゴールド       |
| 0000.04.15 | 中山   | 皐月賞        | GI   | 18   | 8    | 17   | 67.0            | 0（8人）        | 17着 | 松永幹夫 | 57          | 芝2000m（良） | 2:03.0 (38.0)     | -2.7      | アグネスタキオン       |
| 0000.05.04 | 京都   | 京都新聞杯    | GII  | 17   | 3    | 6    | 15.3            | 0（4人）        | 12着 | 松永幹夫 | 56          | 芝2000m（良） | 2:02.5 (39.0)     | -2.7      | テンザンセイザ         |
| 0000.12.16 | 阪神   | 3歳上1000万下 |      | 15   | 7    | 14   | 04.5            | 0（3人）        | 01着 | 松永幹夫 | 55          | 芝1600m（良） | 1:34.4 (35.0)     | -0.3      | （ニホンピロハーレー） |
| 2002.01.05 | 京都   | 京都金杯      | GIII | 15   | 3    | 5    | 06.7            | 0（2人）        | 03着 | 松永幹夫 | 53          | 芝1600m（良） | 1:33.9 (35.0)     | -0.1      | ダイタクリーヴァ       |
| 0000.02.02 | 京都   | 斑鳩S         | 1600 | 12   | 2    | 2    | 01.5            | 0（1人）        | 01着 | 武豊     | 56          | 芝1600m（良） | 1:34.4 (34.7)     | -0.1      | （テイエムサンデー）   |
| 0000.02.24 | 中山   | 中山記念      | GII  | 14   | 8    | 13   | 03.7            | 0（2人）        | 04着 | 柴田善臣 | 56          | 芝1800m（良） | 1:45.7 (35.0)     | -0.3      | トウカイポイント       |
| 0000.03.17 | 中山   | 東風S         | OP   | 16   | 8    | 15   | 01.5            | 0（1人）        | 01着 | 柴田善臣 | 55          | 芝1600m（良） | 1:34.2 (34.2)     | -0.1      | （グラスエイコウオー） |
| 0000.04.13 | 阪神   | マイラーズC   | GII  | 14   | 5    | 8    | 03.7            | 0（1人）        | 01着 | 柴田善臣 | 57          | 芝1600m（良） | R 1:32.6 (35.2)   | -0.0      | （ディヴァインライト） |
| 0000.06.02 | 東京   | 安田記念      | GI   | 18   | 8    | 17   | 09.1            | 0（4人）        | 03着 | 柴田善臣 | 58          | 芝1600m（良） | 1:33.5 (35.5)     | -0.2      | アドマイヤコジーン     |
| 2003.05.11 | 京都   | 都大路S       | OP   | 16   | 3    | 3    | 02.6            | 0（1人）        | 04着 | 小牧太   | 56          | 芝1600m（重） | 1:36.0 (36.8)     | -0.2      | トレジャー             |
| 0000.06.08 | 東京   | 安田記念      | GI   | 18   | 8    | 17   | 17.3            | 0（5人）        | 11着 | 福永祐一 | 58          | 芝1600m（良） | 1:32.7 (34.3)     | -0.6      | アグネスデジタル       |
| 0000.07.20 | 小倉   | 北九州記念    | GIII | 10   | 7    | 8    | 01.4            | 0（1人）        | 01着 | 武豊     | 56          | 芝1800m（不） | 1:49.8 (36.1)     | -0.6      | （ダービーレグノ）     |
| 0000.09.14 | 中山   | 京成杯AH      | GIII | 16   | 8    | 15   | 02.3            | 0（1人）        | 05着 | 武豊     | 58.5        | 芝1600m（良） | 1:34.2 (34.9)     | -0.3      | ブレイクタイム         |
| 0000.10.25 | 東京   | 富士S         | GIII | 18   | 5    | 9    | 03.4            | 0（2人）        | 01着 | 武豊     | 58          | 芝1600m（良） | R 1:32.0 (33.6)   | -0.4      | (サイドワインダー)     |
| 0000.11.23 | 京都   | マイルCS      | GI   | 18   | 7    | 13   | 05.6            | 0（3人）        | 05着 | 四位洋文 | 57          | 芝1600m（良） | 1:33.7 (34.2)     | -0.4      | デュランダル           |

## 種牡馬時代
2004年春よりアロースタッドで種牡馬となり、2005年にファーストクロップとなる産駒が誕生し、27頭が血統登録された。2007年、川崎競馬場のレースで産駒のフジキリアルが勝利し、これが産駒の初勝利となった。12月2日に金沢競馬場で行われたサラブレッドヤングチャンピオンを産駒のソルトバイオが制した。この勝利は産駒の中央・地方を通じた重賞初勝利となった。
しかし供用2年目の2005年は48頭に種付けを行ったが、3年目以降2006年は17頭、2007年は9頭、そして2008年は3頭と毎年種付け数が減少したことも影響し、2008年の繁殖シーズン後の9月23日に熊本県の本田牧場に移動した。その後フランスからオファーがあり輸出され、2009年のシーズンからロンレイ牧場 (Haras de Lonray) で3000ユーロの種付料で種牡馬生活を送ることになった。2011年まで供用された。

## 主な産駒
- 2005年生
  - ソルトバイオ（2007年 サラブレッドヤングチャンピオン）[8]

## 血統表
| ミレニアムバイオの血統                            | ミレニアムバイオの血統             | ミレニアムバイオの血統             | （血統表の出典）                   | （血統表の出典） |
| 父系                                              | サンデーサイレンス系（ヘイロー系） | サンデーサイレンス系（ヘイロー系） | サンデーサイレンス系（ヘイロー系） | [ § 2 ]          |
| 父 *サンデーサイレンス Sunday Silence 1986 青鹿毛 | 父の父Halo 1969 黒鹿毛             | Hail to Reason                     | Turn-to                            | Turn-to          |
| 父 *サンデーサイレンス Sunday Silence 1986 青鹿毛 | 父の父Halo 1969 黒鹿毛             | Hail to Reason                     | Nothirdchance                      |                  |
| 父 *サンデーサイレンス Sunday Silence 1986 青鹿毛 | 父の父Halo 1969 黒鹿毛             | Cosmah                             | Cosmic Bomb                        | Cosmic Bomb      |
| 父 *サンデーサイレンス Sunday Silence 1986 青鹿毛 | 父の父Halo 1969 黒鹿毛             | Cosmah                             | Almahmoud                          |                  |
| 父 *サンデーサイレンス Sunday Silence 1986 青鹿毛 | 父の母Wishing Well 1975 鹿毛       | Understanding                      | Promised Land                      | Promised Land    |
| 父 *サンデーサイレンス Sunday Silence 1986 青鹿毛 | 父の母Wishing Well 1975 鹿毛       | Understanding                      | Pretty Ways                        |                  |
| 父 *サンデーサイレンス Sunday Silence 1986 青鹿毛 | 父の母Wishing Well 1975 鹿毛       | Mountain Flower                    | Montparnasse                       | Montparnasse     |
| 父 *サンデーサイレンス Sunday Silence 1986 青鹿毛 | 父の母Wishing Well 1975 鹿毛       | Mountain Flower                    | Edelweiss                          |                  |
| 母 *ドルスク Dolsk 1988 鹿毛                      | 母の父Danzig 1977 鹿毛             | Northern Dancer                    | Nearctic                           | Nearctic         |
| 母 *ドルスク Dolsk 1988 鹿毛                      | 母の父Danzig 1977 鹿毛             | Northern Dancer                    | Natalma                            |                  |
| 母 *ドルスク Dolsk 1988 鹿毛                      | 母の父Danzig 1977 鹿毛             | Pas de Nom                         | Admiral's Voyage                   | Admiral's Voyage |
| 母 *ドルスク Dolsk 1988 鹿毛                      | 母の父Danzig 1977 鹿毛             | Pas de Nom                         | Petitioner                         |                  |
| 母 *ドルスク Dolsk 1988 鹿毛                      | 母の母La Dolce 1976 栗毛           | Connaught                          | St.Paddy                           | St.Paddy         |
| 母 *ドルスク Dolsk 1988 鹿毛                      | 母の母La Dolce 1976 栗毛           | Connaught                          | Nagaika                            |                  |
| 母 *ドルスク Dolsk 1988 鹿毛                      | 母の母La Dolce 1976 栗毛           | Guiding Light                      | Crepello                           | Crepello         |
| 母 *ドルスク Dolsk 1988 鹿毛                      | 母の母La Dolce 1976 栗毛           | Guiding Light                      | Arbitrate                          |                  |
| 母系(F-No.)                                       | (FN:2-f)                           | (FN:2-f)                           | (FN:2-f)                           | [ § 3 ]          |
| 5代内の近親交配                                   | Almahmoud 4×5=9.38%                | Almahmoud 4×5=9.38%                | Almahmoud 4×5=9.38%                | [ § 4 ]          |
| 出典                                              | 1. 2. 3. 4.                        | 1. 2. 3. 4.                        | 1. 2. 3. 4.                        | 1. 2. 3. 4.      |

- 半兄:アドマイヤタッチ（父ティンバーカントリー、兵庫ジュニアグランプリ）[11]
- 甥にマルブツトップ（佐賀記念）、姪にホワイトメロディー（関東オークス、クイーン賞）[11]
- その他の近親はフェオラ#牝系図を参照。